# I Am the Future
«I Am the Future» es una canción de Alice Cooper, publicada como uno de los dos sencillos del álbum Zipper Catches Skin de 1982. El sencillo no logró ingresar en las listas de éxitos y pese a la llegada del canal MTV, no fue hecho ningún vídeoclip para la promoción del mismo.
La canción fue producida por Steve Tyrell y escrita por Gary Osborne y Lalo Schifrin. Fue incluida en la película canadiense de 1982 Class of 1984.

## Lanzamientos
- Zipper Catches Skin - Versión original
- The Life and Crimes of Alice Cooper - Versión remezclada